# Őskőkorszak
Az őskőkorszak vagy paleolitikum (magyarul: régi kőkorszak, őskőkor vagy pattintottkő-korszak) a régészek adta elnevezés, amely földtörténeti szempontból a pliocén végével és a pleisztocénnel esik egybe. A paleolitikum a legújabb meghatározások szerint körülbelül 2,4 millió évvel ezelőtt (± 0,3 millió év) kezdődött és kb. 11 500 éve ért véget. Az emberiség történetének 99,5%-a a paleolitikumra esik. Az őskőkorszak az emberi eszközhasználatnak az a szakasza, amikor a kő- és csonteszközök tudatos készítése zajlik (alsó időbeli elhatárolásként az eszközt már használó, de nem készítő emberféléktől), és a technológia a szilánkhasításra korlátozódik (felső időbeli elhatárolásként a középső kőkorszak eszközkészítő technológiájától). Ez az eszközkultúra végigkíséri a Homo genus fejlődését a Homo rudolfensistől a H. erectuson, H. habilison, H. ergasteren és H. antecessoron keresztül a Homo sapiensig.

## Meghatározása
A régészet (archeológia) inkább az ember technikai és társadalmi fejlődésének emlékei után kutat (például használati eszközök, sírok, épület- és hulladékmaradványok stb.), míg az őslénytan (paleontológia) a hajdan élt élőlények kövületei után. A hajdani emberfélék tulajdonságainak és az ember (Homo) kialakulásának a kutatása szintén a paleontológia egyik ága.
A korszak önálló elnevezése azért volt indokolt, mert egyrészt a 19. század közepétől az ősember- és őslénykutatás elvált egymástól; másrészt pedig, mert a pleisztocén az a korszak, amelyben rendkívül felgyorsult az emberi evolúció, ebben a korszakban vált egyre inkább szembetűnővé az ember jelenléte, tevékenysége. Az őskőkorszak (paleolitikum) során Európában a modern ember (Homo sapiens) kiszorítja a neandervölgyi embert (Homo neanderthalensis) és a korszak végére kipusztul az európai pleisztocén megafauna (barlangi medve, barlangi oroszlán, gyapjas mamut, gyapjas orrszarvú, óriásszarvas).

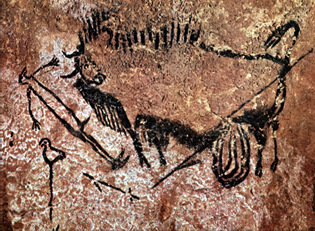
Barlangrajz a franciaországi Lascaux-i barlangból: sztyeppei bölény

A paleolitikumban az emberek vadászattal és gyűjtögetéssel szerezték táplálékukat, zsákmányállataikat főleg a pleisztocén megafauna adta. A nagy állatcsordák után vándorló emberek nagycsaládokban (klánokban) éltek, és kő-, fa-, illetve csonteszközöket használtak. A nagycsaládokat egy arra rátermett, választott vezető irányította.
A felső paleolitikumban (30-10 000 évvel ezelőtt, a Würm eljegesedési periódus alatt) alakult ki és virágzott a művészet: ekkor készültek a híres barlangrajzok (Altamira, az Ardèche-menti barlangrajzok, a Vézère-völgyi festett barlangok stb.) és a híres szobrocskák (például a willendorfi vénusz), amelyeket kőből, csontból faragtak vagy agyagból formáztak és kiégettek. De a felső paleolitikum embere készített ékszereket is (nyakláncokat, karkötőket) kagylókból és állatfogakból.
Az aurignaci korban már ismert volt a távolsági kereskedelem is, amit az mutat, hogy a délnyugat-franciaországi mammutagyar-leletek kizárólag félkész-, illetve félkésztermék formájában találhatók, miközben mammutagyar-hulladék, törött agyardarab, vagy mammutcsont egyáltalán nincs.
Fontos megjegyezni, hogy az emberi kultúra egyes állomásai nem egy időben jelentek meg mindenhol a Földön. Ez azt jelenti, hogy míg Európában a paleolitikum kb. 11 000 éve véget ért, addig az ausztrál bennszülötteknél ez például csak az európaiak megjelenését követően következett be.
A paleolitikumot a középső kőkorszak (mezolitikum vagy „átmeneti kőkorszak”) követte. A paleolitikum–mezolitikum átmenet kiváltó okát egy parciális elmélet pleisztocén-holocén becsapódási esemény feltételezésével magyarázza.

## Kutatástörténet
A Magyar Királyságban 1874 a Liszkófalvi-barlang és az Akszamit-barlang feltárása után foglalkoztak újra a paleolitikumkori megtelepedés kérdéseivel. Ekkoriban Franciaországban már túl voltak Édouard Lartet őslénykutató 1861-es felosztásán, mely a pleisztocén kor állatfajtáinak alapján rendszerezte a kort és elfogadták Gabriel de Mortillet 1883-as periodizációját. Ezt később az aurignacien elkülönítésével Henri Breuil 1912-ben részben kibővítette. A francia példát vették át a Magyar Királyság utódállamai is, annak ellenére, hogy a geológiai-stratigráfiai egymásutániságot nálunk csak fokozatosan sikerült igazolni. Az említett felosztást később is finomították (például Dorothy Garrod 1936 és D. Peyrony 1948), ennek ellenére felhagytak az egységes európai korfelosztással, mivel F. Prošek 1953-ban újra bevezette a szeletien fogalmát.

## Régészeti felosztása

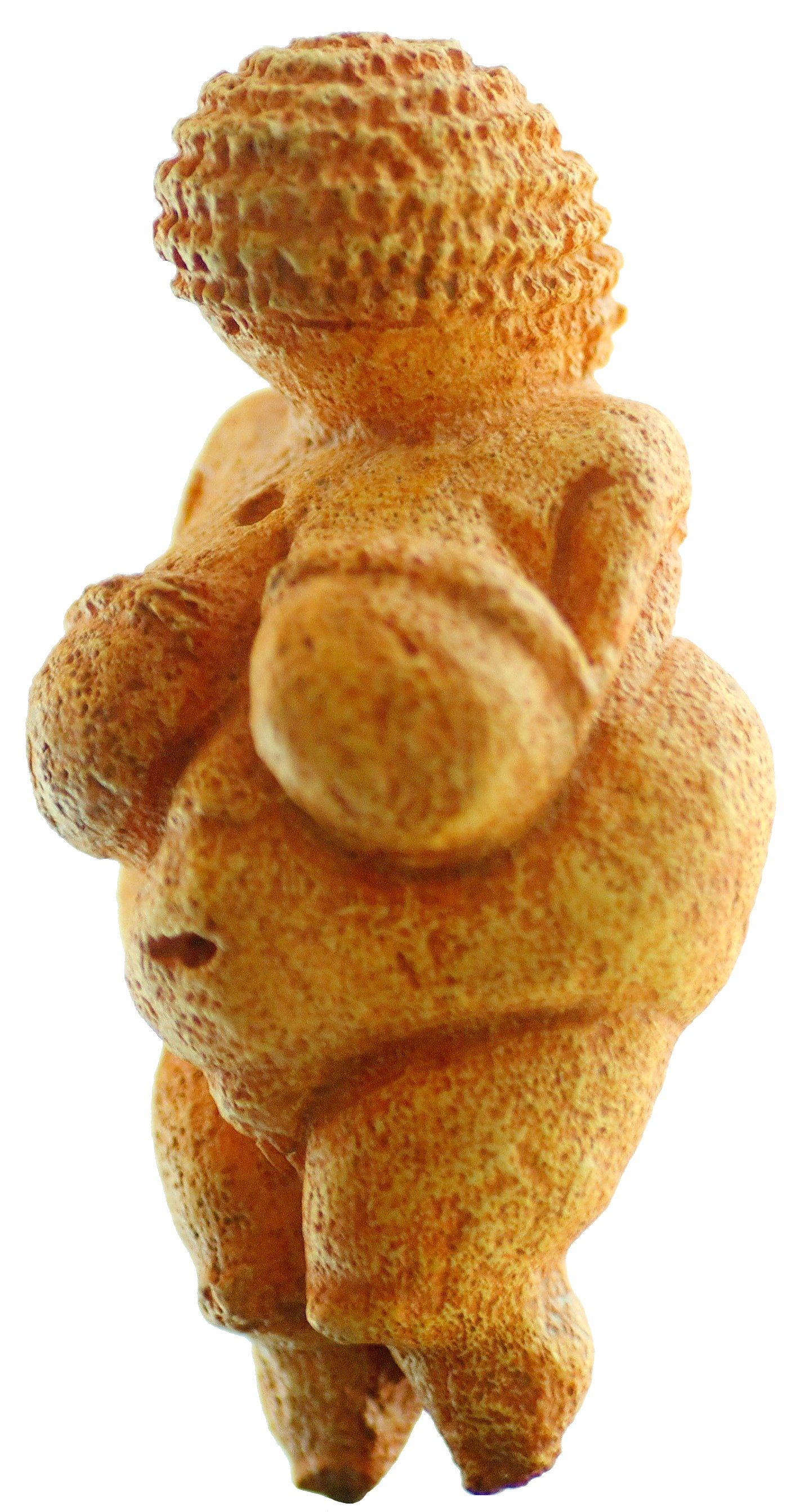
A willendorfi vénusz A lelőhely 1990-es újbóli rétegvizsgálata után a szobrot 24 000-22 000 évesre becsülik, a Gravetti kultúra jellegzetes kisplasztikáihoz tartozik

Figyelem: Az itt felsorolt felosztás túlhaladott lehet, esetleg nem minden régióra lehet általános érvényű.
Paleolitikum (Pleisztocén földtörténeti kor)
Korai paleolitikum (kb. 2 millió - 280 ezer év, Holstein interglaciálisig bezáróan)
Olduvien (Európában: Heidelbergien - folyami kövek)
Clactonien (Mindel 1 stadiális - Riss 1-2 interstadiális)
Bohémien (Csehország, Holstein interglaciális - Riss interstadiális)
Budai kultúra (Magyarország)
Chelléen (vagy Abbevillien, Cromer interglaciális - Holstein interglaciális)
Középső paleolitikum - szilánkolás technikája, kőmagok
Korai fázis (kb. 280 - 120 ezer év)
Acheuléen (Levalloisi technika, fejlett acheuléen az Eem interglaciálisig)
Premoustérien (Riss 1-2 interstadiális)
Micoquien-Bábonyien (Eem interglaciális - Moershooft interstadiális)
Kései fázis (kb. 150 - 40 ezer év)
Mikromoustérien (Eem interglaciális)
Moustérien
Felső paleolitikum (kb. 38 - 18 ezer év) - Homo Sapiens elterjedése
Szeletien (Hengelo interstadiális - Würm 2 stadiális) - levél alakú hegyek
Moraván-Dlhá (Moravany nad Váhom-Dlhá) típus
Aurignacien (kb. 36 - 30 ezer év)
Hernádi csoport (Hengelo interstadiális)
Felső tiszai csoport
Gravettien (Denekamp interstadiális közepétől a Würm 3 stadiális közepéig, kb. 26 - 18 ezer év)
Solutréen (Nyugat-Európa) (kb.  20 - 15 ezer év)
Kostenkien (Kelet-Európa)
Pavlovien (Közép-Európa, Morvaország)
nyugat-európai Gravettien (Périgordienből)
Kremsien (Közép-Európa, Szlovákia)
Késő (epi)paleolitikum (kb. 18 - 9 ezer év, Fiatal Würm (Wisla))
Magdalénien (Nyugat-Európa, Morvaország)
Epigravettien (Kelet-Európa)
Świderien (i.e. 8800 - 8200, Lengyelország, ÉK Európa)
Mazowien
Mezolitikum (mikrolitikus szilánkok, i.e. 8200-tól a neolitikum megjelenéséig)

## Lásd még
- Az emberfélék fosszíliáinak listája
- Vértesszőlős Őstelep
- Paleobotanika
- Paleontológia